# Tour du Pays basque 1935
Le Tour du Pays basque 1935 se tient du 7 au 11 août sur 5 étapes pour un total de 873 km.

## Généralités
- Le classement du meilleur grimpeur est créé lors de cette édition. Il est remporté par l'espagnol Federico Ezquerra.

## Les étapes
| Étape     | Date    | Villes étapes             | Distance (km) | Vainqueur d'étape        | Leader du classement général |
| 1re étape | 7 août  | Bilbao - Vitoria          | 152           | Paul Egli Suisse         | Paul Egli Suisse             |
| 2e étape  | 8 août  | Vitoria - Pampelune       | 150           | Gino Bartali Italie      | Gino Bartali Italie          |
| 3e étape  | 9 août  | Pampelune - Bayonne       | 213           | Gino Bartali Italie      | Gino Bartali Italie          |
| 4e étape  | 10 août | Bayonne - Saint-Sébastien | 135           | Sauveur Ducazeaux France | Gino Bartali Italie          |
| 5e étape  | 11 août | Saint-Sébastien - Bilbao  | 223           | Gino Bartali Italie      | Gino Bartali Italie          |

## Classement
| \| 1er \| Gino Bartali Italie \| 30 h 9 min 8 s \| \| \| 2e \| Dante Gianello France \| à 47 s \| \| \| 3e \| Julián Berrendero Espagne \| à 3 min 31 s \| \| \| 4e \| Federico Ezquerra Espagne \| à 5 min 34 s \| \| \| 5e \| Emiliano Álvarez Espagne \| à 6 min 30 s \| \| \| 6e \| Joseph Neri France \| à 7 min 23 s \| \| \| 7e \| Fermín Trueba Espagne \| à 7 min 35 s \| \| \| 8e \| Antonio Negrini Italie \| à 10 min 13 s \| \| \| 9e \| Cipriano Elys Espagne \| à 15 min 19 s \| \| \| 10e \| Alfredo Bovet Italie \| à 16 min 36 s \| \| 67 partants, 32 classés |                           |                |  |
| 1er | Gino Bartali Italie       | 30 h 9 min 8 s |  |
| 2e | Dante Gianello France     | à 47 s         |  |
| 3e | Julián Berrendero Espagne | à 3 min 31 s   |  |
| 4e | Federico Ezquerra Espagne | à 5 min 34 s   |  |
| 5e | Emiliano Álvarez Espagne  | à 6 min 30 s   |  |
| 6e | Joseph Neri France        | à 7 min 23 s   |  |
| 7e | Fermín Trueba Espagne     | à 7 min 35 s   |  |
| 8e | Antonio Negrini Italie    | à 10 min 13 s  |  |
| 9e | Cipriano Elys Espagne     | à 15 min 19 s  |  |
| 10e | Alfredo Bovet Italie      | à 16 min 36 s  |  |